# 吉布斯島
吉布斯島是南極洲的島嶼，屬於南設得蘭群島的一部分，位於象島西南方，土地幾乎完全覆蓋著冰，島上最高點海拔275米，阿根廷、智利和英國均宣稱擁有主權。